# Перевозинське сільське поселення
Перево́зинське сільське поселення — колишнє муніципальне утворення в складі Воткінського району Удмуртії, Росія. Адміністративний центр — село Перевозне.
Ліквідоване 25 червня 2021 року через переформування муніципального району на муніципальний округ.
Населення становить 1618 осіб (2019, 1674 у 2010, 1619 у 2002).

## Склад
До складу поселення входять такі населені пункти:
| Населений пункт         | Населення, осіб (2002) | Населення, осіб (2010) |
| ----------------------- | ---------------------- | ---------------------- |
| Дома 78 км, починок     | 9                      | 0                      |
| Ледухи, присілок        | 7                      | 11                     |
| Максимово, присілок     | 41                     | 42                     |
| Нива, присілок          | 185                    | 194                    |
| Ольхово, присілок       | 272                    | 291                    |
| Перевозне, село         | 1105                   | 1123                   |
| Сидорови Гори, присілок | 0                      | 13                     |

## Господарство
В поселенні діють школа, садочок, 2 бібліотеки, 3 клуби, лікарня, фельдшерсько-акушерський пункт. Серед підприємств працюють ТОВ «Прометей», ВАТ «Нове життя».